# 聖地亞哥德普林格拉
聖地亞哥德普林格拉（西班牙語：Santiago de Puringla），是洪都拉斯的城鎮，位於該國西南部，由拉巴斯省負責管轄，始建於1921年9月15日，面積142.2平方公里，海拔高度980米，2001年人口13,064，人口密度每平方公里91.87人。
14°21′N 87°54′W / 14.350°N 87.900°W